# Обручев, Николай Афанасьевич
Николай Афанасьевич Обручев (31 мая 1864 — 4 января 1929, Белград) — русский генерал-лейтенант, участник Первой мировой войны. Троюродный брат академика В. А. Обручева.

## Биография
Сын полковника в отставке.
Окончил 2-й кадетский корпус (1883) и 2-е военное Константиновское училище (1885), откуда выпущен был подпоручиком в Санкт-Петербургский гренадерский полк.
- Переведён в лейб-гвардии Измайловский полк тем же чином и старшинством.
- 7 августа 1889 — поручик.
- 1892 — Окончил Николаевскую академию Генерального штаба по 1-му разряду.
- 6 мая 1892 — Штабс-капитан гвардии с переименованием в капитаны Генштаба. Состоял при Одесском военном округе.
- 26 ноября 1892 — Начальник строевого отдела штаба Севастопольской крепости
- 28 февраля 1893 — Старший адъютант штаба 13-й пехотной дивизии.
- 29 октября 1893 — 26 октября 1894 — Цензовое командование ротой в 49-м пехотном Брестском полку.
- 24 июля 1897 — Столоначальник Главного управления казачьих войск.
- 6 декабря 1897 — Подполковник.
- 8 марта 1898 — Состоял при Главном штабе.
- 19 октября 1898 — И. д. помощника делопроизводителя ст. оклада канцелярии Комитета по мобилизации войск.
- 9 апреля 1899 — Делопроизводитель канцелярии комитета по мобилизации войск.
- 6 декабря 1901 — Полковник.
- 1 мая 1903 — Начальник отделения Главного штаба.
- 17 мая — 21 сентября 1905 — Цензовое командование батальоном во 2-м гренадерском Ростовском полку.
- 3 октября 1906 — Командир 5-го гренадерского Киевского полка.
- 4 ноября 1911 — Обер-квартирмейстер ГУГШ.
- 6 декабря 1909 — Генерал-майор.
- 22 декабря 1910 — С сохранением должности командира полка постоянный член крепостной комиссии при ГУГШ.
- 17 мая 1914 — Начальник 1-й Финляндской стрелковой бригады.
- 19 июля 1914 — И. д. начальника штаба Двинского военного округа.
- 24 сентября 1914 — Начальник 1-й Финляндской стрелковой бригады.
- 12 мая 1915 — Начальник 1-й Финляндской стрелковой дивизии.
- 21 октября 1915 — Генерал-лейтенант (старшинство с 28 февраля 1915).
- 31 марта 1917 — Командир XX армейского корпуса.
- Июль 1917 — Зачислен в резерв чинов при штабе Киевского военного округа.
- Эмигрировал в Югославию, заведовал военной библиотекой и архивом в Белграде. Был председателем районного правления Общества русских офицеров Генерального штаба в Югославии (1921—1923). Умер в 1929 году в Белграде. Похоронен на Новом кладбище.

## Литературное творчество
Состоял сотрудником журналов «Русский инвалид», «Военный сборник», публиковался в «Морском сборнике», «Голосе Москвы» и «Летописи войны с Японией». Автор книги «Смешанные морские экспедиции» и ряда журнальных статей. Был сотрудником «Военной энциклопедии».

## Семья
Был женат на баронессе Констанции Евгеньевне Тизенгаузен (1865—1948). Их дети:
- Николай (1889—1911)
- Сергей (1891—1916) — штабс-капитан лейб-гвардии Измайловского полка, георгиевский кавалер.
- Татьяна (ум. 1962)

## Отличия
- Орден Святого Станислава III степени (1894)
- Орден Святой Анны III степени (1896)
- Орден Святого Станислава II степени (1899)
- Орден Святой Анны II степени (1904)
- Орден Святого Владимира III степени (1906)
- Орден Святого Станислава I степени (25.03.1912)
- Орден Святого Георгия IV степени (ВП 09.09.1915)